# نوغاب (مياندشت)
نوغاب (بالفارسية: نوغاب) هي مستوطنة تقع في إيران في Miyandasht Rural District. يقدر عدد سكانها بـ 3,198 نسمة .